# Каміджіма

Каміджіма (яп. 上島町, かみじまちょう, МФА: [kamʲid͡ʑima t͡ɕoː]?) — містечко в Японії, в повіті Очі префектури Ехіме. Розташоване в північно-східній частині префектури, на декількох островах групи Ґеййо. Отримало статус містечка 2004 року. Площа становить 30,42 км². Станом на 1 липня 2012 року населення складало 7479  осіб, густота населення — 246 осіб/км².   